# 名和仁一
名和 仁一（なわ にいち、1887年（明治20年）6月28日 - 1934年（昭和9年）2月10日）は、台湾総督府官僚。台中市尹。

## 経歴
山形県北村山郡東郷村（現在の東根市）出身。山形県師範学校を経て、1911年（明治44年）に広島高等師範学校本科地理歴史科を卒業した。山形県立高等女学校教諭、宮内省臨時編修局書記、臨時帝室編修官を務めた。1920年（大正9年）10月、高等試験行政科に合格。台湾総督府に入り、編修官、高雄州教育課長、高雄高等女学校校長事務取扱、台北州地方課長、同勧業課長を経て、1930年（昭和5年）、台中市尹に就任した。その後、総督官房会計課長に転じた。